# Мисенко, Олег Иванович
Олег Иванович Мисенко (род. 12 января 1965) — советский, российский хоккеист, защитник.

## Биография
Воспитанник ЦСКА. Сезон 1984/85 провёл в команде второй лиги СКА МВО Калинин. Три сезона провёл в высшей лиги в командах «Салават Юлаев» (1985/86 — 1986/87) и «Торпедо» Ярославль (1987/88). После игр за «Кристалл» Электросталь (1988/89, 1989/90 — 1990/91) и «Буран» Воронеж (1988/89) выступал в чемпионате за «Спартак» Москва (1990/91 — 1991/92). В России играл за «Аргус», «Кристалл» Электросталь (1992/93), «Титан» Клин (1992/93), после чего переехал в Швецию.
Игрок команд «Пантерн» (1993/94, 1995/96 — 1996/97), «Скерет» (1994/95), «Треллеборг» (2000/01 — 2001/02).
Победитель хоккейного турнира зимней Универсиады 1993
Тренер команды «Мальмё Редхокс» U16 (2004/05).